# Вулиця Шолуденка (Київ)
Ву́лиця Шолуде́нка — вулиця в Шевченківському районі міста Києва, місцевість Шулявка. Пролягає від Берестейського проспекту до вулиці Коперника.
Прилучаються вулиці Казарменна, Ростиславська і Вільгельма Котарбінського.

## Історія
Вулиця з'явилася у 2-й половині XIX століття, мала назву Керосинна, від розташованих поряд гасових (рос. керосинных) складів. 
1938 року тут, в Міських казармах, розмістилася Київська військово-картографічна фабрика. 
Під час німецької окупації міста у 1942–1943 роках — Фермесунгсштрасе (нім. Vermessungsstrasse, укр. Геодезична), від розташованого тут київського відділення німецької Геодезичної служби військової картографії. 
Сучасна назва на честь Героя Радянського Союзу Никифора Шолуденка — з 1957 року.

## Будівлі та заклади
- Київський апеляційний господарський суд (№ 1-а)
- Міжнародний Соломонів університет (№ 1-б)
- Стадіон «Старт» (№ 28)
- Бюро економічної безпеки України (№ 31)
- Головне управління Державної податкової служби у м. Києві (№ 33/19)

## Анотаційні дошки
- Никифору Шолуденку (№ 31)

Анотаційна дошка на будинку № 31

## Пам'ятники
- Київським футболістам — учасникам «матчу смерті» (на території стадіону «Старт», де у 1942 році відбувся матч)